# Recoil
Recoil (укр. «Рікойл», в перекладі з англ. «віддача, відскок, відхід, відступ») музичний проєкт, створений в 1986 році колишнім учасником Depeche Mode Аланом Уайлдером. Фактично, соло-проєкт Recoil зародився ще тоді, коли Алан був у гурті, і став своєрідною віддушиною для його власної експериментальної музики. Після залишення Depeche Mode в 1995, для Уайлдера Recoil перетворився з бічного проєкту на основний. 

## 1980-ті  і 1990-ті
Recoil зародився у 1986, коли Daniel Miller (музичний продюсер і засновник  Mute Records) почув деякі з Аланових демо-записів. Ці записи істотно відрізнялися від всього, що випускав Depeche Mode і, в той же час, були також створені за допомогою синтезатора та методом семплювання. Через не прибутковий характер музики Алан Уайлдер і рекорд-лейбл вирішили випустити альбом під непримітною назвою 1+2. Врешті він вийшов в середині 1986-го, невдовзі після релізу Black Celebration.
В січні 1988, під час надзвичайно успішного туру Depeche Mode "Tour for the Masses", Mute Records випустив другий альбом Recoil — Hydrology, який був у схожому настрої з попередником. На жаль, через зайнятість у турі, Алан не зміг повноцінно просувати запис.
Першим синглом Recoil був кавер, з третього альбому Bloodline (що вийшов у 1991), на пісню гурту Sensational Alex Harvey Band Алекса Харві під назвою "Faith Healer" , з вокалом  Douglas McCarthy з гурту Nitzer Ebb. У роботі над альбомом також брали участь Moby, Toni Halliday. 
 Unsound Methods 1997 року був першим альбомом після рішення Уайлдера покинути Depeche Mode 1 червня 1995. На записі відчувається вплив тріп-хопу, про що говорив і сам автор. Звільнившись від обов’язків у гурті, Алан повністю присвятив себе власній музиці, облаштувавши для цього домашню студію "The Thin Line", де і продовжив роботу над проєктом Recoil. 
П’ятий запис  Liquid вийшов у 2000 році, і планувався як концептуальний альбом, що обертається навколо передсмертного досвіду. У 1994 Алан з супутницею, Hepzibah Sessa, їхали до Шотландії, коли військовий літак врізався у схил перед ними, і двоє пілотів загинули. Ідея альбому, особливо треку Black Box, концентрується на останніх моментах життя пілотів.

## SubHuman… 2007–2008
Протягом деякого часу не було жодних релізів, і у 2005 Алан Уайлдер підтвердив, що починає роботу над новим альбомом. 20 жовтня 2006 він виступив з відео-зверненням до фанатів, звітуючи про роботу, оголошуючи плани і приблизну дату релізу.
22 квітня 2007 Уайлдер зробив заяву на своїй сторінці на MySpace, що новий запис носитиме назву subHuman і попередня дата релізу 9 липня 2007. Запрошеними вокалістами цього разу стали Carla Trevaskis і Joe Richardson. Останній також привніс свій вокал до треку "Prey", що був єдиним синглом з  subHuman. Семпл з пісні було викладено на MySpace сторінці, а сам  "Prey"  вийшов 27 червня на iTunes і споріднених даунлоуд-порталах.
На додаток, у 2007 світ побачили перевидання Bloodline (випущений у 1991) і Hydrology plus 1+2(випущений у 1988) . iTunes також приготували спеціальний Recoil комплект (схожий до the Depeche Mode iTunes pack) який містив всі релізи Recoil. Це вперше, що всі матеріали Recoil були доступні через iTunes.

## Дискографія

### Альбоми
- 1+2 (18 серпня, 1986 / Stumm 31)
- Hydrology (25 січня, 1988 / Stumm 51)

1+2 і Hydrology були випущені на CD як Hydrology plus 1 + 2 (1988).
- Bloodline (13 квітня, 1992 / Stumm 94)
- Unsound Methods (27 жовтня, 1997 / Stumm 159)
- Liquid (6 березня, 2000 / Stumm 173)
- subHuman (9 липня, 2007 / Stumm 279)
- Selected (19 квітня, 2010)

### Сингли
- "Faith Healer" (9 березня, 1992 / Mute 110)
- "Drifting" (13 жовтня, 1997 / Mute 209)
- "Stalker"/"Missing Piece" (9 березня, 1998 / Mute 214)
- "Strange Hours" (3 квітня, 2000 / Mute 232)
- "Jezebel" (21 серпня, 2000 / Mute 233)
- "Prey" (25 червня, 2007 / iMute 372)
- "Prey"/"Allelujah" (розширене CD) (березень 2008 / CDMute372)

### Blu-Ray
- A Strange Hour in Budapest (2012)

## References
1. ↑  YouTube відео - Recoil – новий альбом у 2007. Архів оригіналу за 17 жовтня 2013. Процитовано 27 вересня 2012. YouTube відео - Recoil – новий альбом у 2007 (англ.)
2. ↑  Став відомий перший трек з нового альбому Recoil "subHuman". Архів оригіналу за 14 листопада 2012. Процитовано 27 вересня 2012. Став відомий перший трек з нового альбому Recoil "subHuman" (англ.)
3. ↑  Mute перевидає 2 класичних альбоми Recoil. Архів оригіналу за 9 червня 2012. Процитовано 27 вересня 2012. Mute перевидає 2 класичних альбоми Recoil (англ.)
4. ↑  Каталог Recoil в спеціальному iTunes pack. Архів оригіналу за 9 червня 2012. Процитовано 27 вересня 2012. Каталог Recoil в спеціальному iTunes pack (англ.)

## Зовнішні посилання
- Shunt – Офіційний сайт Recoil [Архівовано 15 листопада 2018 у Wayback Machine.] (англ.)
- Сторінка на MySpace [Архівовано 29 серпня 2012 у Wayback Machine.] (англ.)
- Офіційний форум Recoil (англ.)